# Walter Fahrer

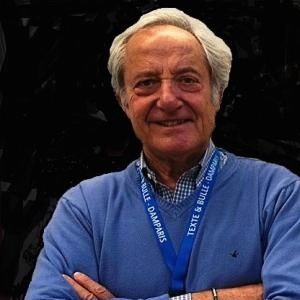
Walter Fahrer, 2016

Walter Fahrer (* 10. Dezember 1939 in Santa Fe, Argentinien; † 3. März 2025) war ein argentinischer Comiczeichner und Illustrator.

## Leben und Werk
Fahrer, der bereits im Alter von 18 Jahren Illustrationen für verschiedene Zeitschriften anfertigte, absolvierte in Buenos Aires ein Kunststudium. Seinen ersten Comic mit dem Titel Tee Howard, der sehr stark am Stil von Milton Caniff orientiert war, veröffentlichte er im Jahr 1958. Im Jahr darauf setzte Fahrer zu Texten von Héctor Germán Oesterheld die von Hugo Pratt geschaffene Serie Ernie Pike fort. Mit Pratt reiste er 1962 nach Mailand, ließ sich ein Jahr später in Paris nieder und kehrte Mitte der 1960er Jahre zurück nach Argentinien. In dieser Zeit zeichnete Fahrer neben Illustrationen Comics wie Robert Gaillard und Mandrin. Ende der 1960er Jahre begann er in Zusammenarbeit mit Greg, der als Autor fungierte, für das Magazin Tintin diverse Kurzgeschichten und die Krimi-Serie Cobalt zu zeichnen. Mitte der 1970er Jahre entstand in Zusammenarbeit mit dem Autor Claude Moliterni die Krimi-Serie Harry Chase. In den 1980er Jahren entstand in Zusammenarbeit mit François Corteggiani die im Mittelalter angesiedelte Serie Le Casque et la Fronde. Im Jahr 2000 zeichnete Fahrer zum Text von Carlos Trillo den Comic Mon Nom n'est pas Wilson für den Verlag Casterman.
Auf Deutsch veröffentlichte Fahrer in den Jahren 1981 bis 1984 fünf Alben aus der Serie Harry Chase im Carlsen Verlag.